# Julodis mitifica
Julodis mitifica es una especie de escarabajo del género Julodis, familia Buprestidae. Fue descrita científicamente por Boheman en 1860.